# Cibotium heleniae
Cibotium heleniae är en ormbunkeart som beskrevs av Daniel D. Palmer.
Cibotium heleniae ingår i släktet Cibotium och familjen Cibotiaceae. Inga underarter finns listade i Catalogue of Life.